# 沙沟回族乡
沙沟回族乡是中华人民共和国青海省海东市平安区下辖的一个民族乡。

## 行政区划
沙沟回族乡下辖以下村级行政区划单位：
沙沟村、大寨子村、树尔湾村、石沟沿村、芦草沟村、侯家庄村、中庄村、桑昂村、牙扎村和四方顶村。